# Grace O’Sullivan
Grace O’Sullivan (ur. 8 marca 1962 w Tramore) – irlandzka polityk i ekolog, działaczka Partii Zielonych, senator, posłanka do Parlamentu Europejskiego IX kadencji.

## Życiorys
W młodości uprawiała surfing, w 1981 zdobyła mistrzostwo kraju w tej dyscyplinie. W wieku szesnastu lat dołączyła do morskich służb ratowniczych w Tramore, była sternikiem łodzi ratunkowej. W pierwszej połowie lat 80. została aktywistką organizacji Greenpeace. W 1985 była członkinią załogi statku „Rainbow Warrior”, zatopionego przez oddział francuskich sił specjalnych DGSE podczas prowadzenia protestów przeciwko próbom atomowym na Pacyfiku. Z organizacją Greenpeace była związana przez około dwadzieścia lat, pracowała m.in. w jej biurze w Amsterdamie. Po powrocie do Irlandii studiowała ekologię na University College Cork.
Zaangażowała się w działalność polityczną w ramach Partii Zielonych, była jej kandydatką w wyborach europejskich i krajowych. W 2016 weszła w skład Seanad Éireann, przystępując do senackiej frakcji Civil Engagement group.
W 2019 uzyskała mandat posłanki do Europarlamentu IX kadencji.